# Homalocantha scorpio
Homalocantha scorpio, tên tiếng Anh: scorpion murex, là một loài ốc biển, là động vật thân mềm chân bụng sống ở biển thuộc họ Muricidae, họ ốc gai.

## Tham khảo

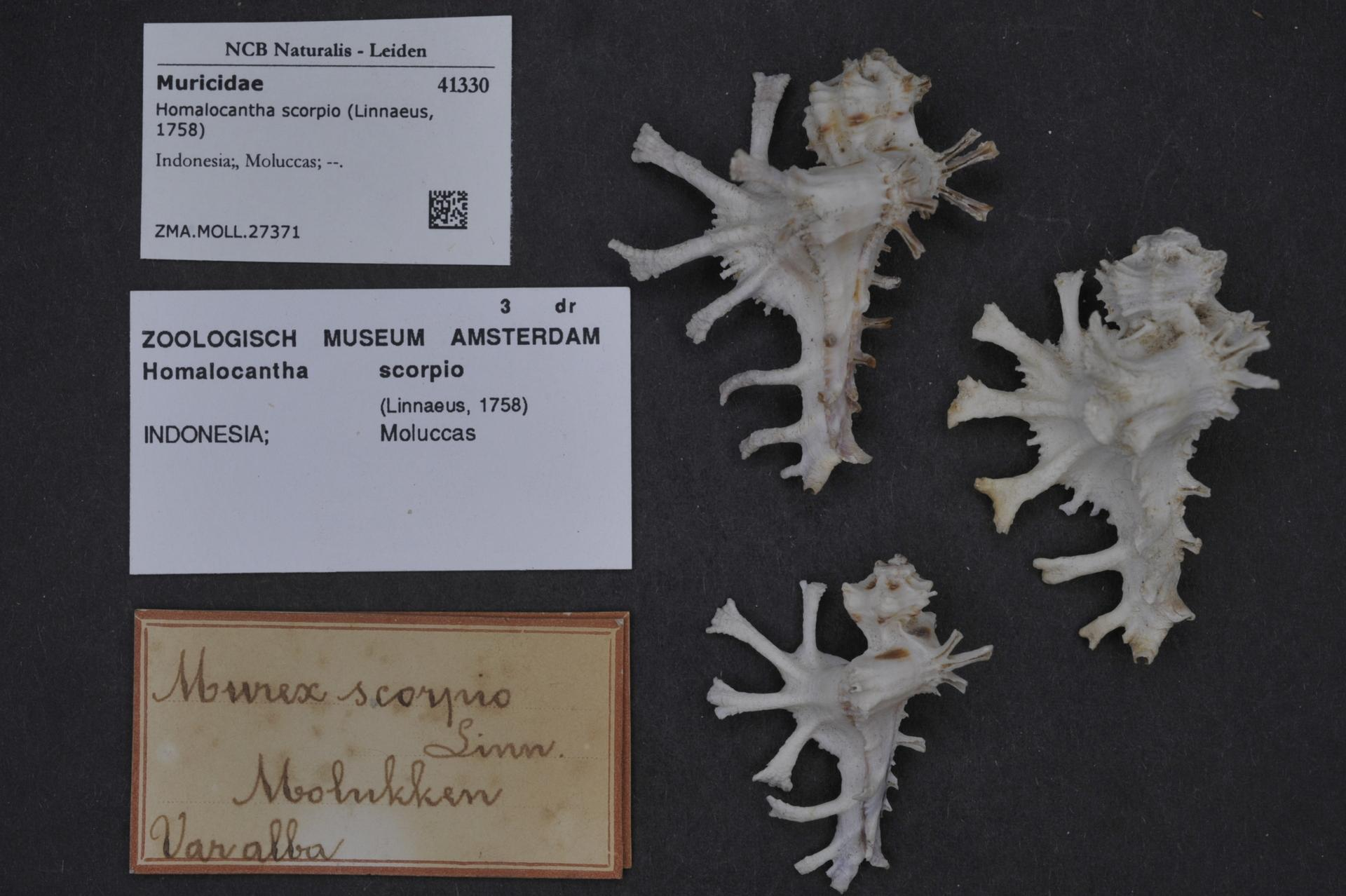
Mẫu vật bảo tàng Homalocantha scorpio (Linnaeus, 1758)